# Olga Badelka
Olga Badelka est une joueuse d'échecs biélorusse née le 8 juillet 2002 à Mahiliow.
Elle est affiliée à la fédération autrichienne des échecs depuis 2025.
Au 10 juin 2025, elle est la 29ème joueuse mondiale et la meilleure joueuse autrichienne avec un classement Elo de 2 424 points.

## Biographie et carrière
Badelka a remporté le championnat d'Europe des moins de 16 ans en 2017 et obtenu le titre de maître international féminin la même année. Lors du championnat d'Europe d'échecs individuel féminin (adulte) de 2017, elle finit à la 26e place ex æquo.
Elle a également remporté la médaille d'argent au championnat du monde des moins de 10 ans en 2012 et la médaille de bronze au championnat du monde des moins de douze ans en 2014.
En 2021, elle faisait partie de l'équipe d'échecs de l'Université du Missouri aux États-Unis.

## Compétitions par équipe
Olga Badelka a représenté la Biélorussie lors de l'olympiade d'échecs de 2016 à Bakou (elle jouait au troisième échiquier). En 2017, elle disputa le championnat d'Europe d'échecs des nations à Chersónissos et marqua 6,5 points sur 9 au deuxième échiquier de la Biélorussie. Lors de l'Olympiade d'échecs de 2018, elle joua au premier échiquier de l'équipe féminine biélorusse.